# Was (Not Was)
Gli Was (Not Was) sono un gruppo musicale statunitense. Le loro canzoni  eclettiche fondono pop, rock e disco music e presentano testi surreali.

## Storia
Fondati a Detroit nel 1980 da David Was (nome d'arte di David Jay Weiss) e Don Was (il cui vero nome è Don Edward Fagenson), gli Was (Not Was) esordirono con il singolo Wheel Me Out (1980), che comparirà molti anni dopo nell'antologia Disco Not Disco (2000). Il primo album omonimo (1981) miscela rock, disco, poesia beat, e jazz. Per registrare l'album, la band si avvalse della collaborazione di Sweet Pea Atkinson, Wayne Kramer, Doug Fieger e Marcus Belgrave. Una delle tracce in esso contenute, Tell Me That I'm Dreaming, che presenta un campionamento della voce di Ronald Reagan, riuscì a piazzarsi al terzo posto delle classifiche dance statunitensi. Il seguente Born to Laugh at Tornadoes (1984) venne registrato assieme a un organico ancora più fitto e comprendente Ozzy Osbourne, Mitch Ryder, e Mel Tormé. Dopo aver pubblicato il loro più grande successo, il singolo Walk the Dinosaur (1987), gli Was (Not Was) licenziarono What Up, Dog? (1988), che vanta ancora una volta la presenza di altri rinomati artisti (Stevie Salas, John Patitucci, Frank Sinatra Jr., ed Elvis Costello). Dopo Are You Okay? (1990), che figura fra i crediti Iggy Pop, Leonard Cohen, le Roches, e Syd Straw e comprende dei successi da classifica come la cover di Papa Was a Rollin' Stone dei Temptations, gli Was (Not Was) si sciolsero nel 1992 per riformarsi nel 2008.

## Formazione

### Membri attuali
- David Weiss
- Don Fagenson
- Harry Bowens
- Carol Hall
- Donald Ray Mitchell
- Randy Jacobs
- James Gadson
- Rayse Biggs
- David McMurray
- Jamie Muhoberac

### Ex membri
- Marcus Belgrave
- Bruce Nazarian
- Sweet Pea Atkinson

## Discografia

### Album in studio
- 1981 – Was (Not Was)
- 1983 – Born to Laugh at Tornadoes
- 1988 – 	What Up, Dog?
- 1990 – Are You Okay?
- 2008 – Boo!

### Singoli
- 1980 – Wheel Me Out
- 1981 – Out Come the Freaks
- 1981 – Where Did Your Heart Go?
- 1982 – Tell Me That I'm Dreaming
- 1983 – Smile
- 1983 – Knocked Down, Made Small (Treated Like a Rubber Ball)
- 1984 – (Return to the Valley of) Out Come the Freaks
- 1986 – Robot Girl
- 1987 – Spy in the House of Love
- 1987 – Walk the Dinosaur
- 1987 – Boy's Gone Crazy
- 1988 – Out Come the Freaks (Again)
- 1988 – Anything Can Happen
- 1990 – Papa Was a Rollin' Stone
- 1990 – How the Heart Behaves
- 1990 – I Feel Better Than James Brown"
- 1992 – Listen Like Thieves
- 1992 – Shake Your Head
- 1992 – Somewhere in America (There's a Street Named after My Dad)

### Album compilation
- 1984 – The Woodwork Squeaks
- 1989 – New Steak Trend
- 1992 – Hello Dad... I'm in Jail
- 2004 – The Collection
- 2010 – Hey, King Kong!!!: Pick of the Litter 1980-2010